# Vasyl' Pryjma
Vasyl' Myronovyč Pryjma (in ucraino Василь Миронович Прийма?; Novojavorivs'k, 10 giugno 1991) è un ex calciatore ucraino, di ruolo difensore.

## Caratteristiche tecniche
Difensore centrale, è in grado di giocare anche come centrocampista difensivo.

## Carriera

### Club

#### Metalurg
Cresce nelle giovanili dell'Arsenal Kiev, ma ancora minorenne passa al Metalurg. Qui sarà subito titolare e si fermerà molti anni, diventando una colonna della prima squadra con cui arriverà fino all'Europa League, legandovisi al punto da rifiutare un ricco trasferimento al Kuban e respingendo anche la corte della Dinamo Mosca, a causa delle note tensioni politiche fra la sua Ucraina e la Russia per la guerra del Donbass. Lo stesso conflitto porterà poi al fallimento del club, lasciando tutti i dipendenti svincolati, compreso naturalmente lo stesso Pryjma.

#### Torino
Senza contratto, dopo una settimana di prova il 18 ottobre 2015 firma col Torino fino a giugno 2016, con opzione per un prolungamento biennale del contratto.
Viene convocato per la prima volta il 31 ottobre 2015 nella partita di campionato contro la Juventus rimanendo in panchina per tutti i 90 minuti.
Il primo dicembre esordisce con la maglia dei granata nella sfida di Coppa Italia vinta 4-1 sul Cesena.

#### Frosinone
Il primo febbraio 2016 si trasferisce in prestito al Frosinone.
Viene convocato subito nella partita vinta 1-0 contro il Bologna rimanendo in panchina.
Debutta in campionato da titolare nella sfida salvezza contro il Carpi valida per la 29ª giornata.
Il 28 giugno 2016 il Frosinone comunica di aver acquistato il giocatore a parametro zero a seguito del mancato rinnovo del contratto con il Torino.
L'8 ottobre 2016,in Serie B,trova il primo gol con i ciociari nella vittoria esterna contro il Cittadella (2-3 in favore dei canarini).
Il 5 luglio 2017 il Frosinone annuncia di aver raggiunto l'accordo con il giocatore per la risoluzione consensuale del contratto che legava il giocatore alla squadra ciociara, augurandogli il meglio per la sua carriera calcistica.

#### Zorja Luhans'k
Il 6 luglio 2017 firma un contratto con lo Zorja Luhans'k.

#### Approdo in Bielorussia
Il 16 febbraio 2019, si trasferirà al Shahtër Soligorsk, club della massima serie bielorussa.

#### Ritorno in Ucraina e ritiro
Il 27 febbraio 2020, tornerà in patria, firmando per il Karpaty L'viv, militante nella Druha Liha, la terza divisione del campionato ucraino.
Il 10 settembre 2020, sarà ceduto a titolo gratuito al Chornomorets, militante nella Prem"jer-liha. Il 4 febbraio 2021, il club deciderà di non riconfermarlo, e quindi il suo contratto non verrà rinnovato.
Il 1⁰ gennaio 2023, si ritirerà ufficialmente dalle attività calcistiche.

### Nazionale
Gioca in tutte le selezioni giovanili dell'Ucraina. Con l'Under 21 esordisce il 17 novembre 2010 in un'amichevole contro i pari età della Cekia; in seguito viene impiegato nelle qualificazioni all'Europeo di categoria nelle edizioni 2011 e 2012. Accumula in totale 9 presenze.

## Statistiche

### Presenze e reti nei club
Statistiche aggiornate al 2 giugno 2020.
| Stagione                | Squadra                 | Campionato              | Campionato | Campionato | Coppe nazionali | Coppe nazionali | Coppe nazionali | Coppe continentali | Coppe continentali | Coppe continentali | Altre coppe | Altre coppe | Altre coppe | Totale | Totale |
| Stagione                | Squadra                 | Comp                    | Pres       | Reti       | Comp            | Pres            | Reti            | Comp               | Pres               | Reti               | Comp        | Pres        | Reti        | Pres   | Reti   |
| ----------------------- | ----------------------- | ----------------------- | ---------- | ---------- | --------------- | --------------- | --------------- | ------------------ | ------------------ | ------------------ | ----------- | ----------- | ----------- | ------ | ------ |
| 2008-2009               | Metalurh Donec'k        | PL                      | 3          | 0          | CU              | 1               | 0               | -                  | -                  | -                  | -           | -           | -           | 4      | 0      |
| 2009-2010               | Metalurh Donec'k        | PL                      | 24         | 0          | CU              | 5               | 0               | UEL                | 0                  | 0                  | -           | -           | -           | 29     | 0      |
| 2010-2011               | Metalurh Donec'k        | PL                      | 22         | 1          | CU              | 1               | 0               | -                  | -                  | -                  | -           | -           | -           | 23     | 1      |
| 2011-2012               | Metalurh Donec'k        | PL                      | 20         | 1          | CU              | 3               | 0               | -                  | -                  | -                  | -           | -           | -           | 23     | 1      |
| 2012-2013               | Metalurh Donec'k        | PL                      | 7          | 0          | CU              | 0               | 0               | UEL                | 3                  | 0                  | SU          | 1           | 0           | 11     | 0      |
| 2013-2014               | Metalurh Donec'k        | PL                      | 25         | 2          | CU              | 1               | 0               | UEL                | 1                  | 0                  | -           | -           | -           | 27     | 2      |
| 2014-2015               | Metalurh Donec'k        | PL                      | 22         | 0          | CU              | 1               | 0               | -                  | -                  | -                  | -           | -           | -           | 23     | 0      |
| Totale Metalurh Donec'k | Totale Metalurh Donec'k | Totale Metalurh Donec'k | 123        | 4          |                 | 12              | 0               |                    | 4                  | 0                  |             | 1           | 0           | 140    | 4      |
| 2015-feb. 2016          | Torino                  | A                       | 0          | 0          | CI              | 1               | 0               | -                  | -                  | -                  | -           | -           | -           | 1      | 0      |
| feb.-giu. 2016          | Frosinone               | A                       | 5          | 0          | CI              | -               | -               | -                  | -                  | -                  | -           | -           | -           | 5      | 0      |
| 2016-2017               | Frosinone               | B                       | 18         | 1          | CI              | 2               | 0               | -                  | -                  | -                  | -           | -           | -           | 20     | 1      |
| Totale Frosinone        | Totale Frosinone        | Totale Frosinone        | 23         | 1          |                 | 2               | 0               |                    | -                  | -                  |             | -           | -           | 25     | 1      |
| 2017-2018               | Zorja                   | PL                      | 12         | 1          | KU              | 0               | 0               | UEL                | 1                  | 0                  |             |             |             | 13     | 1      |
| 2018-2019               | Zorja                   | PL                      | 5          | 0          | KU              | 0               | 0               | UEL                | 1                  | 0                  | -           | -           | -           | 6      | 0      |
| Totale Zorja            | Totale Zorja            | Totale Zorja            | 17         | 0          |                 | 0               | 0               |                    | 2                  | 0                  |             | -           | -           | 19     | 1      |
| 2019                    | Šachcër Salihorsk       | VL                      | 6          | 0          | CB              | 4               | 0               | UEL                | 0                  | 0                  | -           | -           | -           | 10     | 0      |
| feb.-ago. 2020          | Karpaty                 | PL                      | 2          | 0          | KU              | -               | -               | -                  | -                  | -                  | -           | -           | -           | 2      | 0      |
| 2020-feb.2021           | Čornomorec'             | PL                      | 6          | 0          | KU              | 0               | 0               | -                  | -                  | -                  | -           | -           | -           | 6      | 0      |
| Totale carriera         | Totale carriera         | Totale carriera         | 177        | 6          |                 | 19              | 0               |                    | 7                  | 0                  |             | 1           | 0           | 204    | 6      |